# Jovan Hadži

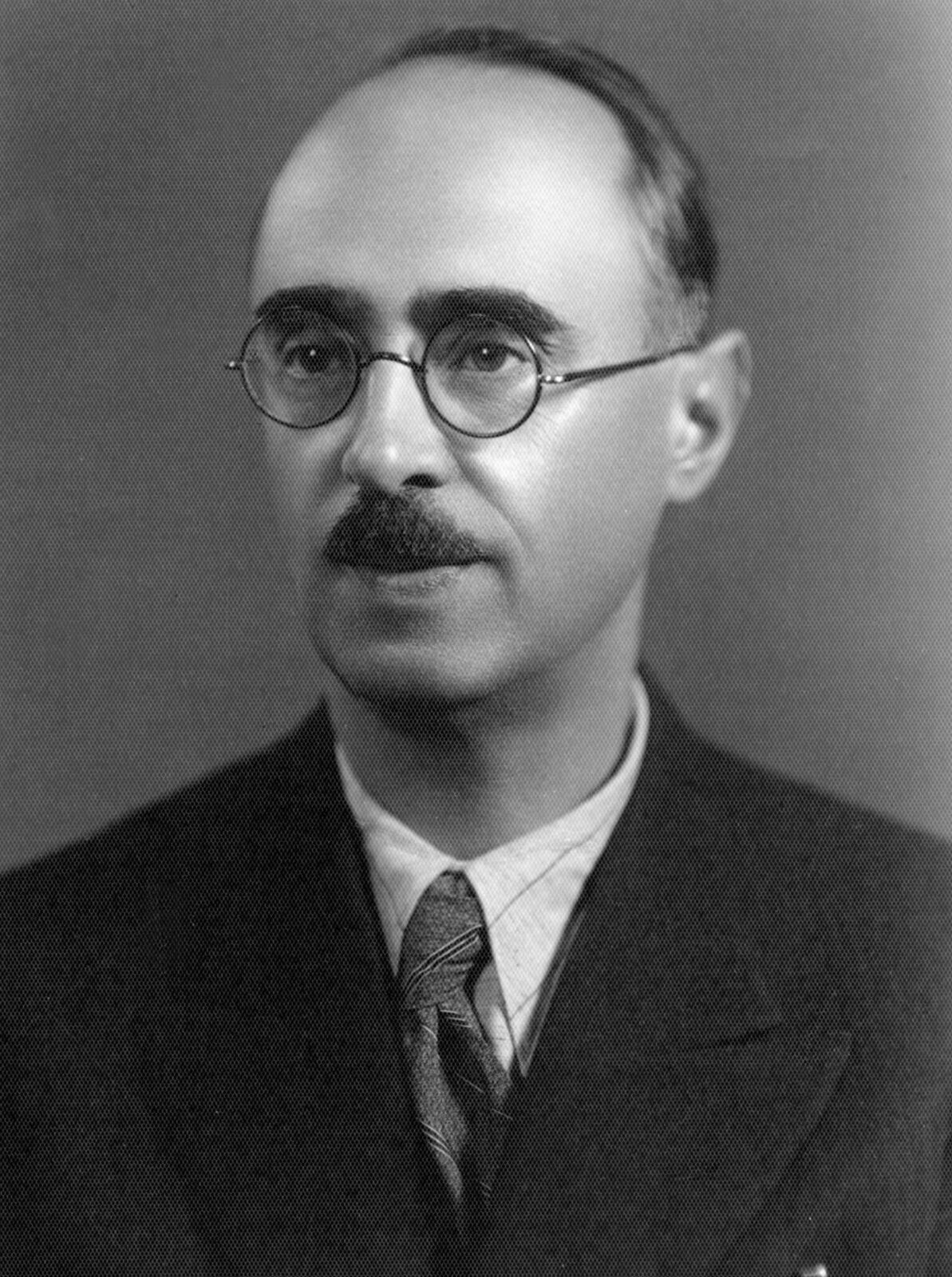
Jovan Hadži

Jovan Hadži (ur. 22 listopada 1884 w Timișoarze, zm. 11 grudnia 1972 w Lublanie) – jugosłowiański biolog, profesor uniwersytetu w Lublanie. Autor prac z zakresu ekologii, systematyki, morfologii, zoogeografii i ontogenezy. Opracował koncepcje dotyczące filogenezy oraz ewolucji tkankowców.